# Глиха, Эрик
Эрик Глиха (словен. Erik Gliha; род. 13 февраля 1997, Ньор) — словенский футболист, защитник клуба «Олимпия (Любляна)». Сын бывшего словенского футболиста (ныне тренера) Приможа Глихи.

## Клубная карьера
Воспитанник столичной «Олимпии». На юношеском уровне выступал за «Вержей» и «Крка». Взрослую футбольную карьеру начал в 2013 году в «Камнике». Затем выступал за «Шампион» и «Вержей».
В 2015 году перебрался в «Крку». В Первой лиге Словении дебютировал за «Крку» 7 августа 2015 в победном (1:0) поединке против «Заврча». Своим первым голом в Первой лиге отметился 6 декабря 2015 в победном (1:0) поединке «Крки» против «Горицы». В 2016 году перешел в «Анкаран Хрватини».
17 октября 2017 года присоединился к итальянскому клубу Серии B «Авеллино», но в команде так и не сыграл ни одного официального матча. 22 января 2018 свободным агентом покинул итальянский клуб. В 2018 году вернулся в «Анкар Хрватини».
В 2018 году подписал контракт с «Алюминием». Благодаря удачной игре в январе 2019 получил приглашение от бельгийского «Сент-Трюйдена», но как и в Италии, так и не сыграл ни одного официального матча за новую команду. В конце января 2020 свободным агентом перешел в «Триглав».
18 сентября 2020 подписал 2-летний контракт с «Рух (Львов)».

## Карьера в сборной
Выступал за юношеские сборные Словении U-18 и U-19. В составе молодежной сборной Словении сыграл 16 матчей, в которых отличился 1 голом.